# Oreochromis variabilis
Oreochromis variabilis е африкански вид риба от семейство Цихлиди. Той е обитател на езерото Виктория и съседните на него водоеми в Кения, Танзания и Уганда. Живее в сладоводни езера и блата.